# À la poursuite d'Olympe
 (décembre 2015).
À la poursuite d’Olympe est un roman historique pour la jeunesse d'Annie Jay, publié en 1995. L'histoire se passe sous le règne de Louis XIV, de septembre 1682 à Pâques 1683.

## Résumé
Depuis la mort de sa mère, deux ans auparavant, Olympe de Clos-Renault se morfond au couvent. Son père, le conseiller Augustin de Clos-Renault, s'est remarié à une jeune veuve, Émilie, qui le mène par le bout du nez et dilapide leur fortune. La mort dans l'âme, Augustin se met à détourner l'héritage et la dot d'Olympe, qui se voit contrainte de rester au couvent. Contre la décision de son père, elle parvient toutefois à s'enfuir en se faisant passer pour une autre religieuse. De retour chez elle, elle découvre que sa belle-mère complote contre le Roi et s'enfuit de nouveau en emportant quelques bijoux. Dès lors, avec quelques amis, nicolas et sa petite copine, elle tente d'en découvrir plus sur les conspirateurs tout en changeant de nom et de cachette au gré des évènements...
Tous ces évènements donnent à ce livre un côté d'aventure mais gardent tout de même son côté historique.

## Argument
L'histoire se déroule dans plusieurs lieux (Versailles, le Châtelet, le Palais-Royal, les rues de Paris, l’Hôtel-Dieu de Paris, le port Saint-Paul...), et s'inspire de faits historiques réels (La Fronde et le complot du chevalier de Rohan en 1674). Il met en scène des personnages historiques.
La vie à Paris au XVIIe siècle y est dépeinte avec beaucoup de détails : éducation des jeunes filles nobles, vie des artisans et des boutiquiers et travail des plus pauvres sur les berges de la Seine : lavandières, gagne-deniers ou crocheteurs. En parallèle, on retrouve la vie des nobles à la cour de Versailles au temps du carnaval.

## Personnages

### Personnages fictifs

#### Les héros
- Olympe de Clos-Renault, jeune fille rebelle de la noblesse, fille du conseiller Augustin de Clos-Renault.
- Nicolas Popin, fils de Jacques Popin et ami d'Olympe.
- Lambert Frémont de Croisselle, jeune parvenu, ami d'Olympe, puis amoureux
- Marianne Archer, lavandière, petite amie de Nicolas et amie d'Olympe.
- Elisabeth de Coucy, amie d'Olympe, travaille à la Cour.
- Thomas de Pontfavier, fiancé d'Elisabeth et ami d'Olympe, travaille à la Cour.

#### Les comploteurs contre Louis XIV
- Émilie de Clos-Renault, belle-mère d'Olympe.
- Le comte de Mortaigne, noble disgracié.
- Martial de Bressy, officier.
- L'abbé de Bressy, son frère.
- Jean de Goussey.
- Maître Dubuisson, échevin.
- Marion Martin, sa fille.
- Joseph Martin, époux de Marion
- Grobois, policier corrompu.
- Meunier, préteur sur gages

#### Personnages secondaires
- Jacques Popin, chapelier.
- Zélie, lingère des Clos-Renault et cousine de Jacques Popin
- Jason de Valvert, ami de Lambert et filleul de La Reynie.
- Louison , apparence d’Olympe
- Olympe.
- Thalie de beauregard, apparence d’Olympe
- Suzelle, apparence d’Olympe.
- Augustin de Clos-Renault, père d'Olympe.
- Rosalie Archer, lavandière, mère de Marianne.
- Silvère Galéas des Réaux, jeune comte, ami de Thomas et Elisabeth.
- Pauline de Saint-Béryl, demoiselle de la Reine, amie d'Elisabeth et Thomas.
- Colbert d'Ormoy, marquis et fils d'un ministre, prend un malin plaisir à humilier Olympe et lui faire payer très cher.

### Personnages historiques
- Louis XIV, Roi de France
- Marie-Thérèse d'Autriche, Reine de France.
- Athénaïs de Montespan, ancienne favorite du Roi.
- Françoise de Maintenon, amie du Roi.
- Philippe d'Orléans, « Monsieur », frère du Roi.
- Charlotte-Élisabeth de Bavière, « Madame », épouse de Monsieur.
- Alexandre Bontemps, valet de chambre du Roi.
- Gabriel Nicolas de La Reynie, lieutenant-général de police.
- Louis, Dauphin de France, « Monseigneur », fils de Louis XIV.
- Marie Anne de Bourbon, princesse de Conti, fille légitimée de Louis XIV et de Louise de La Vallière.